# Episodi di Crashing (seconda stagione)
La seconda stagione della serie televisiva Crashing, composta da 8 episodi, è stata trasmessa sul canale statunitense HBO dal 14 gennaio al 4 marzo 2018.
In Italia, la stagione è andata in onda sul canale satellitare Sky Atlantic dal 6 al 15 giugno 2018, in versione originale.
| n° | Titolo originale | Prima TV USA     | Prima TV Italia |
| -- | ---------------- | ---------------- | --------------- |
| 1  | The Atheist      | 14 gennaio 2018  | 6 giugno 2018   |
| 2  | Pete and Leif    | 21 gennaio 2018  | 7 giugno 2018   |
| 3  | Bill Burr        | 28 gennaio 2018  | 8 giugno 2018   |
| 4  | Porter Got HBO   | 4 febbraio 2018  | 11 giugno 2018  |
| 5  | Too Good         | 11 febbraio 2018 | 12 giugno 2018  |
| 6  | Artie            | 18 febbraio 2018 | 13 giugno 2018  |
| 7  | NACA             | 25 febbraio 2018 | 14 giugno 2018  |
| 8  | Roast Battle     | 4 marzo 2018     | 15 giugno 2018  |